# Pielenhofen
Pielenhofen là một đô thị trong huyện Regensburg bang Bayern thuộc nước Đức.